# 万石川
万石川（まんごくがわ）は、熊本県中部を流れる坪井川水系の二級河川である。

## 地理
熊本県熊本市中央区黒髪付近に源を発し西流。北区清水本町付近で兎谷川と合流し、清水亀井町と清水本町の境界から坪井川に合流する。

## 流域自治体
熊本県
熊本市（中央区 - 北区）

## 流域の交通

### 道路
- 熊本県道37号熊本菊鹿線

### 公共交通
- 熊本電鉄
  - 亀井駅

## 橋梁
- 清水橋
- 松亀橋
- 亀井橋 - 熊本県道37号熊本菊鹿線

## 支流
- 兎谷川

## 周辺情報
- 立田山憩いの森
- 立田山
- 万石公民館
- まんごく保育園
- 万石川緑地
- 清水保育園
- 熊本市立清水小学校